# Laura Creț
Laura Creț (n. 9 iulie 1975, București, România) este o actriță română.

## Filmografie

### Ca actor
- Lumina (1996) - Ana
- Dark Prince:The True Story of Dracula/Prințul nopții (2000) - Domnișoara în așteptare
- Wolf Girl (2001) - Chelneriță
- Tancul (2003) - Ina
- Moartea domnului Lăzărescu (2005) - Doctor
- Lombarzilor 8 (2006) - Aura
- Continuitatea parcurilor (2007) - Soția

### Ca actor vocal
- Zack și Cody, ce viață minunată (Cody Martin)